# Helena Bobińska

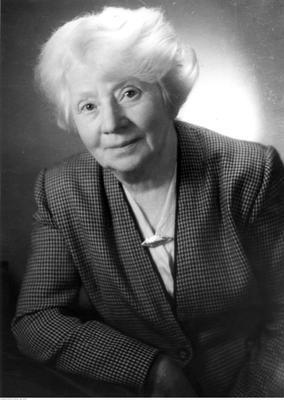
Helena Bobińska

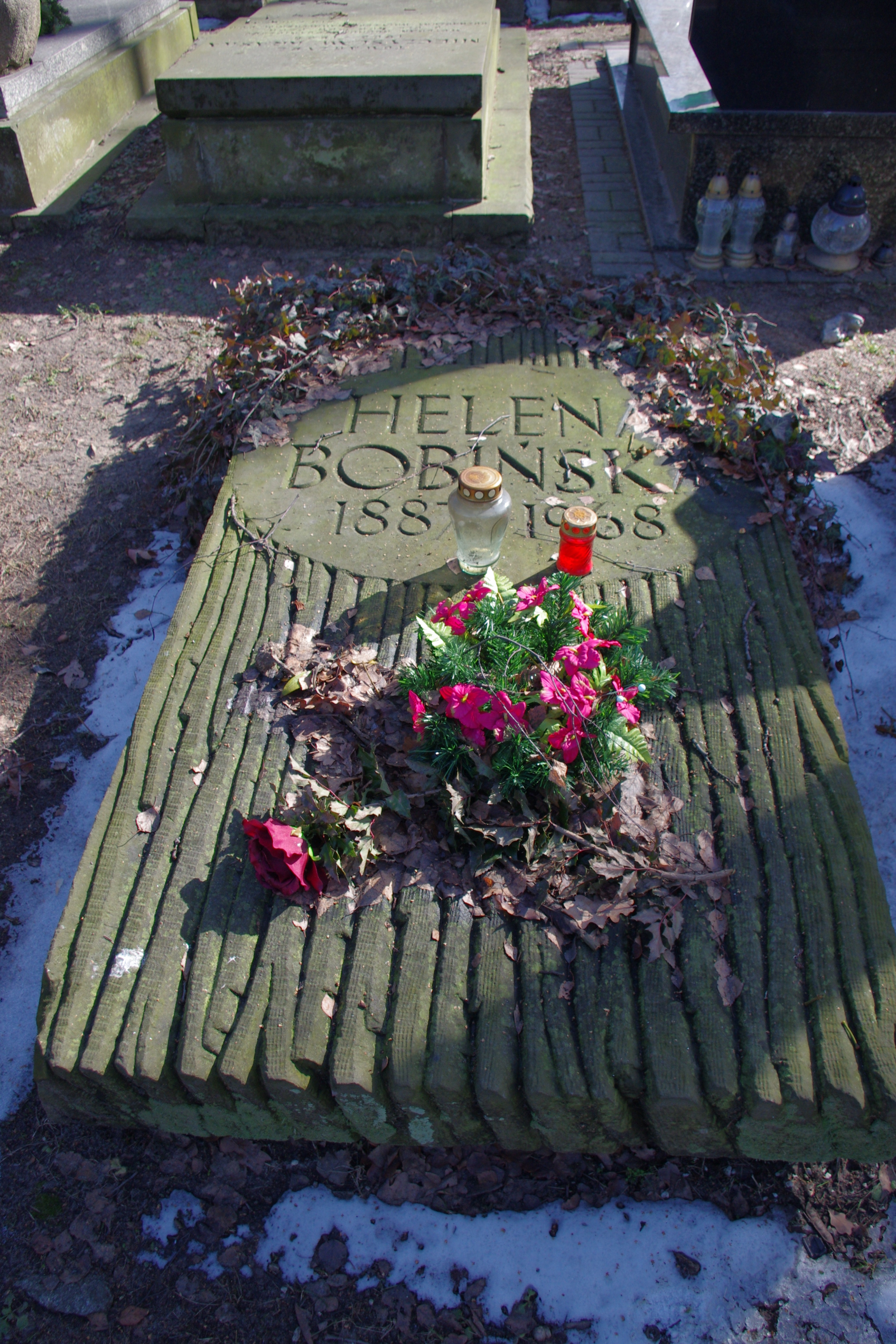
Grab von Helena Bobińska in Warschau

Helena Bobińska (russisch Елена Фёдоровна Бобинская Elena Fjodorowna Bobinskaja, geb. als Helena Brun, * 9. Mai 1887 in Warschau; † 9. Juni 1968 ebenda) war eine polnische Schriftstellerin.

## Leben
Sie war die Schwester von Julian Brun (1886–1942), einem der Führer der Kommunistischen Partei Polens, und die erste Ehefrau von Stanisław Bobiński (1882–1937), einem linken Schriftsteller und kommunistischen Aktivisten. Ihre gemeinsame Tochter war Celina Bobińska (1913–1995), eine Historikerin der Neueren Geschichte und ebenfalls kommunistische Aktivistin.
Bobińska war Mitglied in der Sozialdemokratie des Königreichs Polen und Litauens (Socjaldemokracja Królestwa Polskiego i Litwy, SDKPiL). Die meisten ihrer Kinderbücher sind im Stil des Sozialistischen Realismus geschrieben. Besonders erfolgreich war ihr Kinderbuch „Die Rache des Kabunauri“, das 1930 in Polen und 1931 beim Berliner Verlag der Jugendinternationale in deutscher Sprache erschien. Der Roman handelt von dem georgischen Waisenjungen Niko, der sich gegen überkommene Stammestraditionen auflehnt und sich für die neu entstehende Sowjetunion einsetzt. Das Buch wurde im Deutschen Reich auf die Liste des schädlichen und unerwünschten Schrifttums gesetzt (S. 13). Nach dem Zweiten Weltkrieg wurde der Roman noch zweimal in der Deutschen Demokratischen Republik verlegt. 2003 folgte eine Neuausgabe vom BS Verlag Rostock in der Reihe Das verbrannte Buch. Bobińskas Bücher wurden ins Russische, Bulgarische, Slowakische, Tschechische, Deutsche, Norwegische, Ungarische und Bengalische übersetzt. In der Volksrepublik Polen wurde Bobińska für ihr Werk mehrfach ausgezeichnet. So erhielt sie u. a. den Orden des Banners der Arbeit 2. Klasse (Order Sztandaru Pracy), den Orden Polonia Restituta und den Orden des Roten Banners der Arbeit (Order Czerwonego Sztandaru Pracy).

## Werke
- O szczęśliwym chłopcu (1918)
- Tajemnica Romka (1926)
- Pionierzy (1929), dt. Pioniere bei Verlag der Jugendinternationale
- Gericht : Mutters Feiertag : Zwei Erzählungen (1929) dt. bei Verlag der Jugendinternationale
- Zemsta rodu Kabunauri (1930); dt. Die Rache des Kabunauri bei Verlag der Jugendinternationale
- Ludzie Czerwonego Frontu. Powieść z życia kolektywników polskich na Białorusi (1932)[1]
- Maria Skłodowska-Curie (1945)
- Stach Sobie-pan (1947)
- Lipniacy (1948)
- O wakacyjnej zabawie w sprawiedliwą republikę (1949)
- O kotku góralu (1949)
- Sąd pionierów (1925, wyd. krajowe 1950)
- Spisek (1952)
- Soso. Dziecięce i szkolne lata Stalina (1953)
- Pamiętniki tamtych lat, cz. 1 (1963)